# Nino Oppio
Nino Oppio (Milano, 26 giugno 1906 – 1982) è stato un alpinista italiano.
(Andrea Gaddi)

## Biografia
Giovanni "Nino" Oppio è stato un forte alpinista, attivo soprattutto nel Gruppo delle Grigne, in Val Masino e in Dolomiti.
Come molti alpinisti lombardi cominciò ad arrampicare in Grigna, dove già a sedici anni 
compì in successione, nell'arco di una settimana, alcune difficili prime solitarie, a proposito delle quali commentava: "non guardavo mai indietro mentre salivo".
La montagna era la sua grande passione, ma dovette lottare - soprattutto negli anni giovanili - con la necessità di non abbandonare gli impegni di lavoro e quindi con la scarsa disponibilità di tempo libero. Diceva: "guarda le date delle mie più belle ascensioni: vedrai che cadono tutte di domenica oppure intorno a Ferragosto."
Negli anni tra il 1938 e il 1942 realizzò le sue imprese più notevoli (vedi sotto), grazie alle quali venne ammesso nel prestigioso Club Alpino Accademico Italiano.
Nel 1967, a 61 anni, fu invitato dalla Federazione Alpinistica Sovietica nel Pamir, insieme ad alpinisti di altre otto nazioni, e salì il Picco Lenin (7134 m) con Emilio Frisia e Giorgio Gualco. In seguito effettuò altre ascensioni extra-europee nel Caucaso, nell'Hindukush, in Perù (Cima Huandoy, 6350 m, a 66 anni) e di nuovo in Pamir (Punta Razdelnja, 6142 m, a 68 anni).
Nel 1973, all'età di 67 anni, con Stefano Duca di 61 anni e Gabriele Maspero di 31 anni, salì ancora la via Cassin alla nord-est del Pizzo Badile (val Bregaglia) e raggiunse la cima dopo essere stato costretto dal maltempo a tre bivacchi in parete.
Chi lo conobbe ricorda di lui la forza fisica e la tenacia, ma soprattutto la gentilezza, la disponibilità, la semplicità.

## Principali ascensioni
- 1938 (14-18 agosto, in 94 ore di arrampicata): Sasso Cavallo (Grigne), parete sud, con Oreste Dell'Era; sviluppo 450 m; secondo itinerario sulla parete dopo quello tracciato da Cassin nel 1933; una delle vie più difficili aperte prima della seconda guerra mondiale, dopo le prime ripetizioni (1960, 1962) fu considerato il più arduo itinerario delle Grigne.
- 1939 (14-17 agosto, in 54 ore di arrampicata): Croz dell'Altissimo (Dolomiti di Brenta), parete sud, pilastro centrale, con Serafino Colnaghi e Leopoldo Guidi; dislivello 850 m, lunghezza della via quasi 1000 m, 80 chiodi; poco ripetuta a causa della cattiva qualità della roccia.
- 1940 (7 aprile): Pietra di Bismantova (Appennino Settentrionale), parete est, per il camino che da allora prese il suo nome, con Leopoldo Guidi e Aldo Farioli; 140 m, oggi divenuta una grande classica ed una delle prime vie della Pietra.
- 1940 (2 ottobre): Pizzo d'Uccello (Alpi Apuane), con Serafino Colnaghi; dislivello 660 m, sviluppo 850 m.
- 1941 (3-4 agosto): Punta della Sfinge (val Masino), parete nord-ovest, con Stefano Duca; dislivello 480 m, 41 chiodi; fino al 2008 è stata ripetuta solo due volte, nel 1958 da Luigino Airoldi, Aldo "Dino" Piazza, Roberto Osio, Roberto Gallieni e dopo il 2000 da Rossano Libéra e Gualtiero Colzada[2][3].
- 1942: Gran Vernel (Marmolada), parete est, con Giuseppe Adami e Gunther Nemela; 1000 m